# 世界运动会
世界運動會（簡稱世運會或世運）是一個國際性體育競賽盛會，1981年於美國加州聖克拉拉首次舉辦，之後每四年舉行一次，競賽項目以非奧運會項目為主，由國際世界運動總會（IWGA）舉辦，於每屆奧運一年後舉行。與奧運會分為夏季、冬季不同，世界運動會沒有冬季項目。
世運會項目大概介於25至35種之間，數量由各主辦城市的場地設施而定，很少會為了某項目而新建場館設施。被列為「邀請賽」的項目仍會舉辦，但並不會頒發獎牌，就算某些比賽是正式項目，主辦城市仍可將其列為邀請賽。一些世運會的競賽項目已成為奧運正式比賽項目（如鐵人三項），或曾是過去奧運會的項目（如拔河）。2004年8月12日，奧運會決議將世運會比賽情形納入挑選奧運新項目的條件，然而，奧運會近年的參賽選手已逼近10,500人，因此世運會的項目很有可能不會再被納入奧運。2000年與國際奧委會簽訂備忘錄，國際世界運動會協會IWGA受國際奧委會IOC所授權及資助，為共同推廣世界運動而努力，共享資源與宣傳。

## 歷史
舉辦非奧運會綜合運動會的想法來自國際單項運動總會聯合會（GAISF）。意識到成為奧運會項目的機會很少，非奧運會運動聯合會希望組建自己的競賽展演活動，以增加其體育運動的宣傳，該運動會被稱之為世界運動會。1981年國際世界運動總會成立，同年第一屆世界運動會在美國聖塔克拉拉舉行，首屆世界運動會共有15個比賽項目，包括羽毛球、壁球和跆拳道，第一枚獎牌是在640公斤級拔河比賽中頒發的，金牌由英國隊奪得。2022年世界運動會的賽事部分門票收入將捐贈給烏克蘭，用於俄羅斯入侵烏克蘭後重建體育場館。

## 舉辦城市
| 年   | 屆   | 主辦國家/地區 | 主辦城市   | 宣布開幕者             | 正式項目 | 邀請賽項目 | 獎牌數 | 參賽代表團 | 日期                  | 參賽運動員   | 官員 | 獎牌榜榜首 |  |
| ---- | ---- | ------------- | ---------- | ---------------------- | -------- | ---------- | ------ | ---------- | --------------------- | ------------ | ---- | ---------- |  |
| 1981 | 一   | 美国          | 聖塔克拉拉 | 金雲龍                 | 15       | 1          | 104    | 58         | 1981年7月25日至8月2日 | 1400（估計） | 293  | 美國       |  |
| 1985 | 二   | 英国          | 倫敦       | 查爾斯·帕爾默          | 20       | 1          | 134    | 51         | 1985年7月25日至8月4日 | 1410         | 333  | 義大利     |  |
| 1989 | 三   | 联邦德国      | 卡爾斯魯爾 | 胡安·安東尼奧·薩馬蘭奇 | 18       | 2          | 103    | 50         | 1989年7月10日至20日   | 1359         | 285  | 義大利     |  |
| 1993 | 四   | 荷蘭          | 海牙       | 凱文·高斯帕            | 21       | 4          | 160    | 67         | 1993年7月21日至8月1日 | 2026         | 418  | 德國       |  |
| 1997 | 五   | 芬兰          | 拉蒂       | 胡安·安東尼奧·薩馬蘭奇 | 20       | 6          | 164    | 60         | 1997年8月7日至11日    | 2016         | 430  | 美國       |  |
| 2001 | 六   | 日本          | 秋田       | 遠山敦子               | 22       | 5          | 170    | 80         | 2001年8月16日至26日   | 2380         | 591  | 俄羅斯     |  |
| 2005 | 七   | 德国          | 杜伊斯堡   | 奧托·席利              | 26       | 6          | 178    | 93         | 2005年7月14日至24日   | 3149         | 638  | 俄羅斯     |  |
| 2009 | 八   | 中華臺北      | 高雄       | 馬英九                 | 25       | 5          | 155    | 84         | 2009年7月16日至26日   | 2908         | 636  | 俄羅斯     |  |
| 2013 | 九   | 哥伦比亚      | 卡利       | 安傑利諾·加爾鬆        | 26       | 4          | 194    | 91         | 2013年7月25日至8月4日 | 3103         | 682  | 義大利     |  |
| 2017 | 十   | 波蘭          | 弗羅茨瓦夫 | 湯瑪斯·巴赫            | 27       | 4          | 219    | 111        | 2017年7月20日至30日   | 3430         | 856  | 俄羅斯     |  |
| 2022 | 十一 | 美国          | 伯明罕     | 藍道爾·伍德芬          | 30       | 5          | 223    | 110        | 2022年7月7日至17日    | 3600         |      | 德國       |  |
| 2025 | 十二 | 中国          | 成都       | 谌贻琴                 | 35       | 0          | 253    | 117        | 2025年8月7日至17日    | 3,942        |      |            |  |
| 2029 | 十三 | 德国          | 卡爾斯魯爾 |                        |          |            |        |            | 2029年7月19日至29日   |              |      |            |  |

1. ↑  1981 年世界運動會名義上沒有邀請賽項目。水球並未被稱為邀請賽。在奧運會前夕，國際奧委會與國際泳聯達成了一項協議，不允許女子水球運動員參加1981 年世界運動會開幕式，以緩和國際奧委會（IOC）對世界運動會將水球納入競賽項目的不滿。.[3]
2. ↑   中華民國因奧會模式，以中華台北名義舉辦及參與賽事
3. ↑  第11屆世界運動會原定於2021年舉辦，後來由於2020年夏季奧林匹克運動會延期至2021年7月舉行，該屆世界運動會延期至2022年舉行，名稱也隨之變為2022年世界運動會[6]

## 比賽項目
世界運動會過去一直以非奧運体育項目為主，包括沙灘排球、女子舉重、跆拳道等項目在未獲納入奧運之前，一直为世界運動會的比赛项目。世界運動會現時舉辦的运动項目包括蹼泳、壁球、野外定向、劍道、箭術、撞球、健美、保齡球、曲棍球、合球等。2012年奧運會剔除壘球項目，故2009年的世運會將壘球列入邀請賽項目；另一個被剔除的項目棒球則未列入。

## 外部連結
- IWGA官方網站 （页面存档备份，存于）